# Vitalij Shafranov
Vitalij Dmitrievich Shafranov (em russo:  Виталий Дмитриевич Шафранов; 1 de dezembro de 1929 – 9 de junho de 2014) foi um físico teórico e acadêmico russo que trabalhou com pesquisas na área de física de plasmas e fusão termonuclear controlada.

## Biografia
Filho do engenheiro construtor de estradas Dmitrii Matveevich Shafranov e de Faina Dmitrievna Shafranova, professora, Vitalij Dmitrievich Shafranov nasceu em uma vila de Mordvinovo na região de Ryazan em 1929. Durante a Segunda Guerra Mundial, Schafranov frequentava a escola e trabalhava com seu pai na construção de estradas. Em 1943, aos 14 anos de idade, ele recebeu seu primeiro prêmio nacional. A partir de 1946, Schafranov passou a estudar no Departamento de Física da Universidade Estatal de Moscou. Após se graduar em 1951, ele iniciou seus trabalhos com fusão nuclear no Departamento de Teoria chefiado pelo acadêmico Mikhail Aleksandrovich Leontovich no Laboratório de hoje conhecido como Centro de Pesquisa Russo "Instituto Kurchatov". Ele analisou a estabilidade de tokamaks e forneceu alguns parâmetros de estimativas para os experimentos em tokamaks soviéticos. Além disso, trabalhou também com ondas de choque em plasmas e com a interação de onda eletromagnética com plasmas. Posteriormente, trabalhou intensivamente em stellarators. Em 1981 sucedeu Leontovich como chefe do Departamento de Teoria de Fusão Nuclear no Instituto Kurchatov.
Conceitos como deslocamento de Shafranov (1959), valor limite e critério de estabilidade de Kruskal-Shafranov, bem como a equação de Grad-Shafranov (1957) são nomeadas em sua homenagem. Em 1972, juntamente com Lev Artsimovich, propõe um tokamak com seção circular com formato D..
Em 2001 recebeu o prêmio Hannes Alfvén. Em 1981 tornou-se membro correspondente da Academia Soviética de Ciências, tornando-se membro integral da Academia em 1997. Recebeu ainda o Prêmio Estatal da URRS em 1971 e o Prêmio Lenin em 1984.
Desde 1983 ele atuava como editor do periódico Plasma Physics Reports (Fizika Plasmy em russo). Desde a morte de Boris Kadomtsev até sua própria morte, Shafranov trabalhou como editor da coleção Reviews of Plasma Physics.

## Principais trabalhos
- On magnetohydrodynamical equilibrium configurations, Soviet Physics JETP, vol. 6, 1983, p. 1013.
- Plasma Equilibrium in a Magnetic Field, in  Leontovich, M. A. (Ed.): Reviews of Plasma Physics, vol. 2, 1963.
- Electromagnetic waves in a plasma, in Leontovich: Reviews of Plasma Physics, vol. 3, 1963.
- V. S. Mukhovatov: Plasma equilibrium in a Tokamak, Nuclear Fusion, vol. 11, 1971, p. 605.
- Determination of the parameters {\displaystyle \beta _{p}} and {\displaystyle l_{i}} in a tokamak for arbitrary shape of plasma pinch cross-section, Plasma Physics, vol. 13, 1971, 757.
- L E Zakharov, V D Shafranov. Equilibrium of a toroidal plasma with noncircular cross-section, Sov. Phys. Tech. Phys. vol. 18, 1973, 151–156.
- L. E. Zakharov, V. D. Shafranov. Equilibrium of current carrying plasmas in toroidal configurations, in M. A. Leontovich Reviews of Plasma Physics, vol. 11, Consultants Bureau, New York 1986.
- V. D. Shafranov. Magnetohydrodynamic theory of plasma equilibrium and stability in stellarators: a survey of results, Physics of Fluids, vol. 26, 1983, S. 357.
- V. D. Pustovitov in B. Kadomtsev: Reviews of Plasma Physics, vol. 15, 1989, 163.